# Birchfield proti Severni Dakoti
Birchfield v. North Dakota, 579 U.S.  (2016), je bil primer, v katerem je Vrhovno sodišče Združenih držav Amerike presodilo, da preiskava incidenta do aretacije dopušča kazenskem pregonu, da opravi brezpogojne teste za dihanje, ne pa krvne preiskave domnevnih pijan voznikov.
Ozadje
Birchfield je bil konsolidacija treh primerov: Birchfield proti North Dakoti, Bernard proti Minnesoti in Beylund proti Leviju. Birchfield je bil obtožen kršitve statuta v Severni Dakoti zaradi zavrnitve predložitve testiranja vsebnosti alkohola v krvi; Bernard je bil obtožen kršitve zakona iz Minnesote, ker je zavrnil predložitev preskusnega alkohola; Beylund je opravil preizkus alkohola v krvi, ki je bil v skladu s predpisano zakonodajo Severne Dakote in je izpodbijal ustavnost tega zakona, potem ko je upravna zaslišanje, ki temelji na rezultatih testa, privedlo do preklica njegove licence.
Težava
V zadevi Missouri v. McNeely, 569 US 141 (2013) je Sodišče odločilo, da "naravno izginotje alkohola iz krvnega obtoka ne pomeni vedno nujnosti, ki upravičuje brezplačni odvzem krvnega vzorca", vendar pa sodišče "ni obravnavalo morebitne utemeljitve razen za izjemo "v zadevi v zadevi", in sicer izjema za nujne okoliščine ".
Vprašanje pred sodiščem je bilo, kako se "doktrina preiskave na podlagi incidenta nanaša na preiskave sapo in krvi".
Sklep
Sodišče je presodilo, da preskusi dihanja in preiskave krvi pomenita iskanje po četrti spremembi. Sodišče je nato analiziralo obe vrsti preizkusov v okviru preiskave incidenta do doktrine odvzema prostosti, s tehtanjem na eni strani "stopnjo, do katere pride do zasebnosti posameznika", in na drugi strani "stopnjo, do katere je potrebna spodbujanje legitimnih vladnih interesov. " Sodišče je ugotovilo, da preskusi dihanja ne vplivajo na pomembne skrbi glede zasebnosti. Krvni testi so na drugi strani precej bolj vsiljivi. Sodišče je ob sklicevanju na zanimanje vlade pri preizkusih ugotovilo, da je zelo pomembna naloga zagotavljanja spodbude za sodelovanje pri testiranju alkohola. Sodišče je s tehtanjem teh interesov ugotovilo, da je zahtevanje preskusov za dihanje ustavno; vendar pa ni potrebno krvne preiskave, saj je cilj prometne varnosti mogoče doseči z manj invazivnimi sredstvi (kot so preskusi dihanja).
V večinskem mnenju je sodišče pri obravnavanju meja zakonov o implicitnem soglasju navedlo, da čeprav so njihova "predhodna mnenja odobrila splošni pojem zakonov o implicitnem soglasju", da "mora biti omejitev posledic, do katerih lahko vozniki šteje, da je pristal na podlagi odločbe o vožnji po javnih cestah "in" da se lahko šteje, da so se vozniki strinjali samo s pogoji, ki so "razumni", ker imajo "povezavo" s privilegijem vožnje. "
Sodišče je odločilo v prid Birchfieldu, ki je bil preganjan zaradi zavrnitve brezplačnega odvzema krvi in odločil proti Bernardu, ki je zavrnil brezpogojni preskus dihanja. Beylund se je na drugi strani strinjal s preizkusom krvi, potem ko mu je policija svetovala, da je moral storiti. Sodišče je zato vrnilo zadevo Beylunda nazaj na državno sodišče, "da bi soglasno odobrilo Beylundovo soglasje glede delne netočnosti svetovalne službe uradnika". Sodišče vrhovnega sodišča v Severni Dakoti se je temu vprašanju izognilo s tem, ko je ugotovilo, da se pravilo izključevanja uporablja tudi v kontekstu upravnega zaslišanja, čeprav je bilo soglasje neutemeljeno, in tako potrdilo, da je njegovo dovoljenje preizkušeno za preizkušanje prek prepovedane ravni, določene v statut odložitve odobritve / upravne licence.